# Amphoe Wang Pong
Amphoe Wang Pong (Thai อำเภอ วังโป่ง) ist ein Landkreis (Amphoe – Verwaltungs-Distrikt) der Provinz Phetchabun. Die Provinz Phetchabun liegt im südöstlichen Teil der Nordregion von Thailand.

## Geographie
Amphoe Wang Pong liegt im Westen der Provinz Phetchabun und grenzt vom Norden aus im Uhrzeigersinn aus gesehen an Mueang Phetchabun und Chon Daen in der Provinz Phetchabun, Thap Khlo in der Provinz Phichit sowie Noen Maprang in der Provinz Phitsanulok.

## Geschichte
Ursprünglich hieß die Gegend Ban Wang Din Pong. Amphoe Wang Pong entstand aus einer Abspaltung von drei Tambon aus Amphoe Chon Daen, nämlich Wang Pong, Thai Dong und Sap Poep, die am 1. Dezember 1983 als „Zweigkreis“ (King Amphoe) zusammengefasst wurden.
Am 21. Mai 1990 wurde der „Zweigkreis“ zu einer Amphoe heraufgestuft.

## Verwaltung

### Provinzverwaltung
Der Landkreis Wang Pong ist in fünf Tambon („Unterbezirke“ oder „Gemeinden“) eingeteilt, die sich weiter in 64 Muban („Dörfer“) unterteilen.
| Nr. | Name      | Thai  | Muban | Einw.  |
| --- | --------- | ----- | ----- | ------ |
| 01. | Wang Pong | วังโป่ง | 13    | 10.475 |
| 02. | Thai Dong | ท้ายดง | 13    | 07.874 |
| 03. | Sap Poep  | ซับเปิบ | 09    | 04.808 |
| 04. | Wang Hin  | วังหิน  | 17    | 08.932 |
| 05. | Wang San  | วังศาล | 12    | 05.456 |

### Lokalverwaltung
Es gibt zwei Kommunen mit „Kleinstadt“-Status (Thesaban Tambon) im Landkreis:
- Thai Dong (Thai: เทศบาลตำบลท้ายดง) bestehend aus Teilen des Tambon Thai Dong.
- Wang Pong (Thai: เทศบาลตำบลวังโป่ง) bestehend aus Teilen des Tambon Wang Pong.

Außerdem gibt es fünf „Tambon-Verwaltungsorganisationen“ (องค์การบริหารส่วนตำบล – Tambon Administrative Organizations, TAO)
- Wang Pong (Thai: องค์การบริหารส่วนตำบลวังโป่ง) bestehend aus Teilen des Tambon Wang Pong.
- Thai Dong (Thai: องค์การบริหารส่วนตำบลท้ายดง) bestehend aus Teilen des Tambon Thai Dong.
- Sap Poep (Thai: องค์การบริหารส่วนตำบลซับเปิบ) bestehend aus dem kompletten Tambon Sap Poep.
- Wang Hin (Thai: องค์การบริหารส่วนตำบลวังหิน) bestehend aus dem kompletten Tambon Wang Hin.
- Wang San (Thai: องค์การบริหารส่วนตำบลวังศาล) bestehend aus dem kompletten Tambon Wang San.